# HE-VA
HE-VA ApS er en dansk producent af landbrugsmaskiner, der er lokaliseret i Nykøbing Mors og Øster Assels. De producerer harver, tromler, grubber, såmaskiner, frontredskaber og frontlifte til agerbrug. Virksomheden har ca. 138 ansatte og ejes af Heine og Villy Christiansen. Navnet på virksomheden er afledt af ejerfamiliens navne: H som Heine; E som Elly; V som Villy; A som Anders.
Den blev grundlagt af Villy Christiansen i 1979, der gradvist har udvidet produktionsarealet, således at de i dag har over 38.000 m2 overdækket produktionsareal.